# Picard Marceau
Pour les articles homonymes, voir Picard (homonymie) et Marceau.
Picard Marceau est un chirurgien québécois, professeur émérite de l'Université Laval.  Il est spécialisé dans la chirurgie bariatrique.